# آرانچا پنیا
آرانچا پنیا (کاتالونیایی: Arantxa Peña؛ زادهٔ ۲۸ اکتبر ۱۹۷۲) بازیگر اهل اسپانیا است.
از فیلم‌ها یا مجموعه‌های تلویزیونی که وی در آنها نقش داشته‌است می‌توان به «شب دگرگون‌شده» (۲۰۰۹) اشاره کرد.